# Irish League Cup 2023-2024
La Irish Football League Cup 2023-2024, denominata BetMcLean League Cup per ragioni di sponsorizzazione, è stata la 37ª edizione della competizione, iniziata il 19 agosto 2023 e terminata il 10 marzo 2024.
Il Linfield era la squadra campione in carica, avendo vinto la sua undicesima coppa di lega, e ha mantenuto il titolo sconfiggendo in finale il Portadown e allungando il suo record a dodici vittorie del trofeo.

## Calendario
La competizione è aperta alle 38 squadre delle prime tre serie della piramide calcistica nordirlandese.
Nel turno preliminare entrano nella competizione 12 squadre dalla Premier Intermediate League, e le sei vincenti raggiungono le altre squadre partecipanti (12 dalla Premiership, 12 dalla Championship e altre 2 dalla Premier Intermediate League).
| Turno            | Date            | Incontri | Squadre rimanenti |
| ---------------- | --------------- | -------- | ----------------- |
| Preliminare      | 19 agosto 2023  | 6        | 38 → 32           |
| Primo turno      | 3 ottobre 2023  | 16       | 32 → 16           |
| Secondo turno    | 7 novembre 2023 | 8        | 16 → 8            |
| Quarti di finale | 5 dicembre 2023 | 4        | 8 → 4             |
| Semifinali       | 16 gennaio 2024 | 2        | 4 → 2             |
| Finale           | 10 marzo 2024   | 1        | 2 → 1             |

## Preliminare
Il sorteggio è stato effettuato il 21 luglio 2023.
| 19 agosto 2023      |                 |                     |
| Banbridge Town      | 0 – 1           | Coagh United        |
| Limavady Utd        | 6 – 1           | Tobermore United    |
| 29 agosto 2023      |                 |                     |
| Ballymacash Rangers | 1 – 4           | Lisburn Distillery  |
| Dollingstown        | 2 – 1           | Armagh City         |
| PSNI                | 0 – 1           | Moyola Park         |
| Portstewart         | 1 – 1 (5-4 dtr) | Rathfriland Rangers |

## Primo turno
Il sorteggio si è tenuto il 4 settembre 2023.
| 3 ottobre 2023          |             |                     |
| Annagh Utd              | 4 – 1 (dts) | Portstewart         |
| Ballinamallard Utd      | 1 – 5       | Ards                |
| Ballymena Utd           | 4 – 0       | Lisburn Distillery  |
| Carrick Rangers         | 4 – 1       | Moyola Park         |
| Cliftonville            | 3 – 0       | Institute           |
| Coleraine               | 2 – 1 (dts) | Bangor              |
| Dungannon Swifts        | 3 – 1       | Newington Youth     |
| Glenavon                | 2 – 1 (dts) | Dergview            |
| Glentoran               | 2 – 0       | Dollingstown        |
| Harland & Wolff Welders | 1 – 2       | Newry City          |
| Larne                   | 9 – 1       | Knockbreda          |
| Limavady Utd            | 2 – 0       | Dundela             |
| Linfield                | 3 – 1       | Queen's University  |
| Loughgall               | 3 – 2       | Ballyclare Comrades |
| Portadown               | 4 – 1       | Coagh United        |
| Warrenpoint Town        | 0 – 5       | Crusaders           |

## Secondo turno
Il sorteggio per il secondo turno si è tenuto il 5 ottobre 2023.
| 7 novembre 2023  |                   |              |
| Ards             | 3 – 5 (dts)       | Larne        |
| Ballymena Utd    | 1 – 1 (17-18 dtr) | Coleraine    |
| Carrick Rangers  | 2 – 2 (1-3 dtr)   | Newry City   |
| Dungannon Swifts | 1 – 0             | Cliftonville |
| Glentoran        | 1 – 2             | Linfield     |
| Portadown        | 2 – 1             | Crusaders    |
| 21 novembre 2023 |                   |              |
| Annagh Utd       | 0 – 1             | Loughgall    |
| 28 novembre 2023 |                   |              |
| Limavady Utd     | 0 – 1             | Glenavon     |

## Quarti di finale
Il sorteggio per i quarti di finale e per le semifinali si è tenuto l'8 novembre 2023.
| 5 dicembre 2023  |                 |            |
| Coleraine        | 2 – 3           | Glenavon   |
| Larne            | 2 – 2 (2-3 dtr) | Linfield   |
| Portadown        | 2 – 0           | Loughgall  |
| 12 dicembre 2023 |                 |            |
| Dungannon Swifts | 4 – 2 (dts)     | Newry City |

## Semifinali
| 16 gennaio 2024  |       |           |
| Dungannon Swifts | 1 – 2 | Linfield  |
| Glenavon         | 0 – 1 | Portadown |

## Finale
| Arbitro: | Tony Clarke |

|                                       |           |          |
| Hall 40’ Wilson 45’ (aut.) Annett 56’ | Marcatori | 75’ Fyfe |